# De sirenen
De sirenen is een hoorspel van Michal Tonecki. Frauen morden Männer werd op 19 november 1968 door de Westdeutscher Rundfunk uitgezonden. Ruurd van Wijk vertaalde het en de VARA zond het uit op woensdag 17 oktober 1979. De regisseur was Ad Löbler. Het hoorspel duurde 35 minuten.

## Rolbezetting
- Gerrie Mantel (Katia)
- Willy Brill (Marleen)
- Jan Borkus (hij)

## Inhoud
Een man ontwaakt, vastgebonden op een tafel, en herinnert zich in een vraag- en antwoorddialoog met twee zeer mooie dames, hoe hij hier beland is, in dit afgelegen huis aan de rand van de stad. Uiteindelijk wordt het hem helemaal duidelijk: hij is in de handen van vrouwelijke vampieren gevallen…